# Giorgio Vismara
Giorgio Vismara (11 januari 1965) is een voormalig judoka uit Italië, die zijn vaderland vertegenwoordigde bij de Olympische Spelen in 1992 (Barcelona). Daar werd hij voortijdig uitgeschakeld. Hij is achtvoudig Italiaans kampioen en getrouwd met de Nederlandse judoka Jenny Gal, die op basis van dat huwelijk in 1998 de Italiaanse nationaliteit aannam.

## Erelijst

### Wereldkampioenschappen
- 1991 – Barcelona, Spanje (– 86 kg)

### Europese kampioenschappen
- 1989 – Helsinki, Finland (– 86 kg)
- 1991 – Praag, Tsjecho-Slowakije (– 86 kg)
- 1992 – Parijs, Frankrijk (– 86 kg)